# 中村宪刚
中村宪刚（1980年10月31日—），已退役日本著名足球運動員，前日本國家足球隊成員，司職防守中場、正中場及進攻中場，2016年日本職業足球聯賽年度最佳球員，2016年度日本足球先生。

## 俱乐部生涯
1980年10月31日，中村宪刚出生于日本东京都小平市。1988年，小学1年级的中村宪刚进入府中市的府ロク足球少年队接受足球训练。1992年，小学5年级的中村宪刚随队参加了全日本少年足球大会16强大赛。1993年，小学6年级的中村宪刚随队参加了第8届东京都少年选拔足球大会，并作为选手代表在开幕式上宣誓。在大会中，中村宪刚与其他9名选手共同当选大会优秀选手。1999年，中村宪刚考入日本中央大学的文学部文学科，并顺利入选大学校足球队。
2003年1月，大学毕业的中村宪刚以实训球员身份与处于日乙联赛球队川崎前锋签订职业合同，穿上26號球衣，并在和广岛三箭的比赛中首次在日乙联赛出场。4月9日，在日乙联赛川崎前锋和山形山神的比赛中，中村宪刚取得自己的首个职业比赛进球。
于川崎前锋首年主要是担任辅锋或进攻中场。2003年川崎前锋以1分之差落后新潟天鹅排第三，未能升上日职。
2004年，中村宪刚改穿14号球衣，而川崎前锋亦更换了主教练，换上强调主攻的关塚隆，并安排中村宪刚踢防守中场位置，中村宪刚于防守中场位置大放异彩，渐渐展示出其传球技术，协助球球队夺得日乙联赛冠军升上日职联赛。
经过1年日职联赛磨练，2006年中村宪刚表现突出，攻入10球为自己单季入球纪录。2006年川崎前锋以亚军完成2006年賽季，并得到2007年亚足联冠军联赛参赛资格，而中村宪刚与队友谷口博之入选联赛最佳11人。
2007年中村宪刚开始担任球队队长，带领球队进入亚冠8强，进入日本联赛杯决赛但败于大阪飞脚得亚军，天皇杯打入4强，而联赛则排第七。中村宪刚于2007年赛季打入4球，与巴西籍队友祖尼奴入选联赛最佳11人。
2008年中村宪刚带领川崎前锋再度夺得联赛亚军并第3度入选联赛最佳11人，令川崎前锋得到2009年亚足联冠军联赛参赛资格。
2009年为中村宪刚事业高峯，季中曾希望夺得4冠。虽然川崎前锋于2009年賽季并没有任何冠军，只得联赛、日本联赛杯亚军、天皇杯、亚冠8强，但他出色的表现入选2009年亚洲足球先生最后4强，惜败给同乡远藤保仁，中村宪刚与队友川岛永嗣一同入选联赛最佳11人。
2010年于2010年亞足聯冠軍聯賽2月23日对城南一和的比赛，中村宪刚下颚骨折养伤2个月。2010年日职联赛，川崎前锋排第5位，而中村宪刚再次入选联赛最佳11人，这是他连续5年夺得联赛最佳11人。
2011年川崎前锋由前球员相马直树担任教练一职，队长不是中村宪刚担任，球队表现反覆，于联赛曾经历8连败。但中村宪刚于联赛仍有上佳表现，于5月29日对大阪飞脚的比赛，先凭其左脚一记远射追成1:1，继而于94分钟以一球精彩罚球绝杀对手，反胜2:1。川崎前锋于2011年日职联赛中排第11位。
2012年重新担任球队队长，全季34场赛事全部上阵，取得5个入球，并以13个助攻为当年联赛助攻王。川崎前锋于2012年日职联赛排第8位。
2013年前神户胜利船射手大久保嘉人加入川崎前锋，以大久保嘉人、中村宪刚以及巴西翼锋连拿度所组成之进攻组合表现出令人可怕之进攻力。虽然2013年川崎前锋开季6场不胜，但于联赛最后一场主场击败横滨水手阻止对方夺冠。川崎前锋凭出色后劲压过大阪樱花和浦和红钻取得联赛季军得到2014年亚足联冠军联赛参赛资格。
2014年4月16日，作客对贵州人和的亚冠比赛中，中村宪刚奠定胜局，以1:0击败对手，于小组中重夺出线优势，最后协助川崎前锋出线16强昔败于FC首尔未能再进一步。
2016赛季天皇杯，因为备战世俱杯被看衰的鹿岛鹿角却一路杀入决赛，90分钟内川崎前锋与对手战成1比1平，加时赛最后法比斯奥绝杀川崎。命运再次和中村宪刚开了一个玩笑，又是鹿岛，又是亚军。不过2016赛季对于中村宪刚个人，是充满惊喜的一年。他第六次入选联赛最佳阵容，当选J联赛最佳球员并斩获年度日本足球先生。中村宪刚也以36岁50天的年龄，成为获得职业联赛MVP最年长的球员，创造了一项吉尼斯世界记录。
日职联赛第22轮，川崎前锋的中村宪刚成为联赛史上第10位出场超过450场的球员。
一年前的11月2日，同样在等等力竞技场，在与广岛三箭一战中，中村宪刚遭遇重伤，被直接从赛场拉去了医院，医生诊断为左膝前十字韧带断裂。年近不惑的中村遭遇了职业生涯的第一次重伤，这是很可能断送职业生涯的伤势，更何况在这个年纪。8个月的康复，2个月的恢复训练，一年后的8月29日，中村宪刚奇迹般地回归赛场，而且还在自己的回归战中就进了球——自2003年以大学毕业生身份加盟川崎前锋以来，中村宪刚已经连续17个赛季为球队取得联赛入球。 
11月2日，前日本国脚中村宪刚宣布，自己将在本赛季日职联赛结束后退役。中村宪刚是在上周末度过自己40岁生日后宣布这一决定的。

## 國家隊生涯
2006年10月4日，在日本对阵加纳的友谊赛中，中村宪刚上演了国家队的处子秀。10月11日，在日本迎战印度的比赛中，中村宪刚首发出场并打进一球，帮助球队以3-0大胜对手。
2007年，中村宪刚代表日本国家足球队参加2007年亚洲杯。
2008年和2010年，中村宪刚代表日本国家足球队参加2008年东亚足球锦标赛及2010年东亚足球锦标赛。
2010年，中村宪刚入选日本国家足球队2010年世界杯23人名单。

## 技術特點
球場內視野廣闊，經常能作出精準的長傳。利用腳內側傳球、交出直線的速度、準繩、技巧都是日本首屈一指，中村憲剛亦能處理罰球、自由球。
作為球隊組織核心，中村憲剛身形瘦削對抗性不高,但有一定突破能力，後上進入禁區射門，亦可替隊友送出直線。

## 外部連結
- 川崎フロンターレによる公式プロフィール
- 中村憲剛公式サイト
- 中村憲剛オフィシャルブログ Powered by LINE（页面存档备份，存于）
- 中村憲剛的X（前Twitter）
- 中村宪刚 – FIFA國際賽競賽紀錄 (存檔)
- 中村宪刚在 National-Football-Teams.com 上的出场纪录
- Japan National Football Team Database（页面存档备份，存于）
- 日本職業足球聯賽中的中村宪刚 （日語）
- Profile at Kawasaki Frontale（页面存档备份，存于）（日語）